# Firrel
Firrel là một đô thị thuộc huyện Leer, bang Niedersachsen, Đức. Đô thị này có diện tích 8,26 km².